# Chemins de fer de l'ouest suisse
 (novembre 2021).
Si vous disposez d'ouvrages ou d'articles de référence ou si vous connaissez des sites web de qualité traitant du thème abordé ici, merci de compléter l'article en donnant les références utiles à sa vérifiabilité et en les liant à la section « Notes et références ».
Les Chemins de fer de l'ouest suisse étaient une compagnie de l'entreprise ferroviaire suisse antérieure à la nationalisation de 1902, fondée en 1854, qui a joué un rôle clé dans la construction du réseau ferroviaire en Suisse occidentale, posant ainsi les bases de la connexion de la Suisse aux chemins de fer en direction des pays méditerranéens.

## Historique
En 1854, la Compagnie de l'Ouest des chemins de fer Suisse obtient la concession vaudoise pour la construction d'une liaison ferroviaire entre Lausanne et Yverdon. Elle devait se poursuivre via Payerne et Morat jusqu'à Berne. Mais dans un premier temps, en raison du conflit avec Oronbahn, seule la partie vers Yverdon a été construite. En mai 1855, la compagnie ouvre la ligne de Bussigny, près de Lausanne, à Yverdon et, le 1er juillet 1855, de Bussigny à Morges via Renens, dans le cadre de la ligne Jurafuss.
Le 5 mai 1856, la société a pu ouvrir deux nouvelles sections : elle a relié Renens à la capitale cantonale Lausanne et a ouvert la ligne Bussigny-Morges à l'exploitation. Un peu plus tard, le 10 juin 1857 une section a connecté Villeneuve, dans la partie supérieure du Lac Léman, à Bex dans la Vallée du Rhône. Entre Lausanne et Villeneuve, le navire sur le Lac Léman devait être utilisé jusqu'en 1861. Le 7 novembre 1859, la section d'Yverdon à Vaumarcus est ouverte, apportant la connexion au réseau Franco-Suisse.
Peu après, la Compagnie du chemin de fer de Lyon à Genève fusionne en juin 1857 avec la Compagnie du chemin de fer de Lyon à la Méditerranée.
À partir de là, le réseau de train suisse recherchait la connexion au chemin de fer français, via une connexion de la Compagnie des chemins de fer de Paris à Lyon et à la Méditerranée (PLM) à Genève. Le 14 avril 1858, c'est la liaison Morges-Coppet et le 21 avril celle de Coppet à Versoix. Dès le 25 juin, l'ouverture de la ligne Versoix-Genève, permet six jours plus tard que le Chemin de fer Lausanne-Berne-Fribourg soit dans la foulée ouvert.
La connexion de Genève à Neuchâtel, via Lausanne, était entre les mains de trois compagnies de chemin de fer concurrentes, souvent à couteaux tirés :
- Le Lausanne-Berne-Fribourg (LFB) possédait court tronçon de Genève à Versoix ;
- Le tronçon de Versoix à Vaumarcus était opéré par les Chemins de fer de l'ouest suisse ;
- La prolongation vers Neuchâtel était dans les mains de la compagnie Franco-Suisse.

En raison de leurs difficultés financières, ces trois compagnies de chemin de fer suisses fondèrent après de longues négociations, menées jusqu'au 1er janvier 1865, une entreprise commune qui prit le nom d'« Association des chemins de fer de fer de la Suisse Occidentale ». Ensuite, la situation financière des trois chemins de fer ouest-suisses s'est stabilisée et, à partir de 1868, la communauté des trois entreprises a pu verser chaque année un modeste dividende.
Le 1er janvier 1872, l'association forme une société anonyme dans laquelle la Compagnie des Chemins de fer de l'ouest suisse est totalement intégrée aux deux autres. Ainsi, avec une longueur de réseau de 315 kilomètres, la plus grande compagnie de chemin de fer de Suisse de l'époque était constituée.